# جون كارلن (ممثل)
جون آدم كارلوفيتش (بالإنجليزية: John Karlen)‏ (1933 - 2020)، هو كان ممثل أمريكي حائزًا على جائزة إيمي.

## وفاته
توفي جون كارلين في 22 يناير 2020 عن عمر يناهز 86 عامًا، في دار رعاية المسنين في بربانك بكاليفورنيا، بسبب قصور القلب الاحتقاني.

## روابط خارجية
- جون كارلن على موقع IMDb (الإنجليزية)
- جون كارلن على موقع روتن توميتوز (الإنجليزية)
- جون كارلن على موقع ألو سيني (الفرنسية)
- جون كارلن على موقع أول موفي (الإنجليزية)
- جون كارلن على موقع قاعدة بيانات برودواي على الإنترنت (الإنجليزية)
- جون كارلن على موقع قاعدة بيانات الأفلام السويدية (السويدية)
- جون كارلن على موقع إن إن دي بي (الإنجليزية)
- جون كارلن على موقع قاعدة بيانات الفيلم (الإنجليزية)
- جون كارلن على موقع كينوبويسك (الروسية)